# Liste des joueurs de l'USM Alger
Joueurs professionnels notables
Statut des joueurs
Cette liste des joueurs de l'USM Alger a pour objectif de rassembler l'ensemble des joueurs ayant fait au moins une apparition en match officiel avec l'équipe première depuis la création du club en 1937. C'est une liste alphabétique permettant de trouver le poste auquel évolue le joueur, sa période au club, sa nationalité, ainsi que le nombre de matchs joués et de buts marqués dans les compétitions officielles (championnats, coupes nationales, coupes d'Afrique). La liste est encore incomplète.

## Meilleurs buteurs
Gras Toujours jouer au football compétitif dans USM Alger
depuis la saison 1995-1996.
Statistiques dernière mise à jour le match contre NC Magra le 14 juin 2024.
| Rang | Nom                       | Position                                | League | Coupe | Autres1 | Afrique2 | Arabe3 | TOTAL |
| ---- | ------------------------- | --------------------------------------- | ------ | ----- | ------- | -------- | ------ | ----- |
| 1    | Billel Dziri              | Meneur de jeu                           | 51     | 3     | 0       | 16       | 4      | 74    |
| 2    | Tarek Hadj Adlane         | Attaquant                               | 35     | 11    | 0       | 14       | 0      | 60    |
| 3    | Amar Ammour               | Milieu offensif                         | 40     | 4     | 0       | 6        | 3      | 53    |
| 4    | Mohamed Rabie Meftah      | Arrière droit / central                 | 38     | 2     | 1       | 6        | 2      | 49    |
| 5    | Ismail Belkacemi          | Attaquant                               | 40     | 3     | 1       | 1        | 0      | 45    |
| 6    | Rabie Benchergui          | Attaquant                               | 31     | 6     | 0       | 7        | 0      | 44    |
| 7    | Noureddine Daham          | Attaquant                               | 32     | 4     | 0       | 2        | 3      | 41    |
| =    | Hocine Achiou             | Milieu offensif                         | 25     | 9     | 0       | 5        | 2      | 41    |
| 9    | Oussama Darfalou          | Attaquant                               | 30     | 0     | 0       | 10       | 0      | 40    |
| =    | Issaad Bourahli           | Avant-centre                            | 25     | 5     | 0       | 9        | 1      | 40    |
| 11   | Aymen Mahious             | Avant-centre                            | 22     | 4     | 1       | 9        | 1      | 37    |
| 12   | Moncef Ouichaoui          | Attaquant                               | 26     | 3     | 0       | 5        | 1      | 35    |
| 13   | Abderrahmane Meziane      | Attaquant                               | 26     | 0     | 0       | 6        | 0      | 32    |
| 14   | Mohamed Hamdoud           | Arrière latéral droit                   | 18     | 5     | 0       | 4        | 1      | 28    |
| 15   | Farouk Chafaï             | Défenseur central                       | 13     | 2     | 1       | 7        | 1      | 24    |
| 16   | Cheikh Hamidi             | Attaquant                               | 21     | 1     | 0       | 0        | 0      | 22    |
| =    | Lamouri Djediat           | Milieu offensif / Ailier droit          | 15     | 3     | 0       | 0        | 4      | 22    |
| =    | Abdelkrim Zouari          | Milieu de terrain                       | 21     | 0     | 0       | 1        | 0      | 22    |
| 19   | Mohamed Seguer            | Avant-centre                            | 16     | 0     | 0       | 4        | 0      | 20    |
| =    | Charles Andriamanitsinoro | Attaquant                               | 14     | 2     | 1       | 3        | 0      | 20    |
| 21   | Mintou Doucoure           | Attaquant                               | 7      | 4     | 0       | 5        | 3      | 19    |
| 22   | Karim Ghazi               | Milieu récupérateur / relayeur          | 14     | 2     | 0       | 2        | 0      | 18    |
| =    | Mamadou Diallo            | Avant-centre                            | 6      | 2     | 0       | 10       | 0      | 18    |
| 24   | Hocine Metref             | Milieu défensif                         | 14     | 2     | 0       | 1        | 0      | 17    |
| =    | Farid Djahnine            | Milieu de terrain                       | 10     | 5     | 0       | 2        | 0      | 17    |
| 26   | Moulay Haddou             | Arrière Gauche                          | 15     | 0     | 0       | 1        | 0      | 16    |
| =    | Nacer Zekri               | Attaquant                               | 11     | 1     | 0       | 4        | 0      | 16    |
| =    | Mokhtar Benmoussa         | Arrière Gauche                          | 13     | 1     | 0       | 1        | 1      | 16    |
| 29   | Ahmed Gasmi               | Attaquant                               | 14     | 0     | 0       | 0        | 1      | 15    |
| =    | Azzedine Rahim            | Attaquant                               | 14     | 1     | 0       | 0        | 0      | 15    |
| =    | Hamza Koudri              | Milieu défensif                         | 14     | 0     | 0       | 1        | 0      | 15    |
| =    | Zineddine Belaïd          | Défenseur central                       | 7      | 3     | 0       | 5        | 0      | 15    |
| 33   | Michael Eneramo           | Avant-centre                            | 13     | 0     | 0       | 1        | 0      | 14    |
| =    | Tarek Ghoul               | Arrière Gauche                          | 7      | 5     | 0       | 2        | 0      | 14    |
| 35   | Nouri Ouznadji            | Attaquant                               | 13     | 0     | 0       | 0        | 0      | 13    |
| =    | Youcef Belaïli            | Milieu offensif / Ailier gauche / droit | 9      | 0     | 0       | 4        | 0      | 13    |
| =    | Hamid Aït Belkacem        | Milieu de terrain                       | 11     | 2     | 0       | 0        | 0      | 13    |
| =    | Abdoulaye Kanou           | Attaquant                               | 5      | 4     | 0       | 4        | 0      | 13    |
| 39   | Athmane Samir Amirat      | Milieu de terrain                       | 11     | 1     | 0       | 0        | 0      | 12    |
| =    | Rachid Nadji              | Attaquant                               | 10     | 2     | 0       | 0        | 0      | 12    |
| =    | Brahim Boudebouda         | Arrière gauche                          | 10     | 2     | 0       | 0        | 0      | 12    |
| =    | Mohamed Boussefiane       | Attaquant                               | 10     | 2     | 0       | 0        | 0      | 12    |
| =    | Billel Benhammouda        | Milieu offensif                         | 11     | 1     | 0       | 0        | 0      | 12    |
| 44   | Hamza Yacef               | Attaquant                               | 7      | 2     | 0       | 2        | 0      | 11    |
| 45   | Ali Rial                  | Défenseur central                       | 9      | 0     | 0       | 0        | 1      | 10    |
| =    | Prince Ibara              | Avant-centre                            | 9      | 0     | 0       | 1        | 0      | 10    |
| =    | Bouazza Feham             | Milieu de terrain                       | 9      | 0     | 0       | 0        | 1      | 10    |
| =    | Mahieddine Meftah         | Défenseur central                       | 5      | 3     | 0       | 2        | 0      | 10    |
| =    | Nacereddine Khoualed      | Défenseur central                       | 8      | 1     | 0       | 1        | 0      | 10    |
| =    | Zakaria Benchaâ           | Attaquant                               | 5      | 0     | 0       | 5        | 0      | 10    |

1 Supercoupe et Coupe de la Ligue.
2 Coupe d'Afrique des vainqueurs de coupe, Coupe de la CAF, Coupe de la confédération et Ligue des champions de la CAF.
3 Ligue des champions et UAFA Club Cup.

## Joueurs les plus capés
Gras Toujours jouer au football compétitif dans USM Alger
depuis la saison 2000-2001.
Statistiques dernière mise à jour le match contre NC Magra le 14 juin 2024.
| Rang | Nom                        | Position                       | League | Coupe | Autres1 | Afrique2 | Arabe3 | TOTAL |
| ---- | -------------------------- | ------------------------------ | ------ | ----- | ------- | -------- | ------ | ----- |
| 1    | Mohamed Lamine Zemmamouche | Gardien de but                 | 298    | 33    | 6       | 49       | 19     | 405   |
| 2    | Karim Ghazi                | Milieu récupérateur / relayeur | 240    | 27    | 0       | 24       | 13     | 304   |
| 3    | Nacereddine Khoualed       | Défenseur central              | 237    | 24    | 3       | 14       | 12     | 290   |
| 4    | Billel Dziri               | Meneur de jeu                  | 211    | 27    | 0       | 33       | 12     | 283   |
| 5    | Hocine Achiou              | Milieu offensif                | 206    | 29    | 0       | 35       | 13     | 283   |
| 6    | Hamza Koudri               | Milieu défensif                | 206    | 19    | 3       | 38       | 9      | 275   |
| 7    | Mohamed Hamdoud            | Arrière latéral droit          | 194    | 28    | 0       | 32       | 9      | 263   |
| 8    | Mohamed Rabie Meftah       | Arrière droit / central        | 188    | 18    | 3       | 41       | 8      | 258   |
| 9    | Farouk Chafaï              | Défenseur central              | 188    | 21    | 3       | 37       | 8      | 257   |
| 10   | Mokhtar Benmoussa          | Arrière Gauche                 | 168    | 16    | 3       | 36       | 8      | 231   |
| 11   | Farid Djahnine             | Milieu de terrain              | 164    | 24    | 0       | 34       | 3      | 222   |
| 12   | Amar Ammour                | Milieu offensif                | 158    | 23    | 0       | 28       | 13     | 222   |
| 13   | Rabah Deghmani             | Défenseur                      | 132    | 17    | 0       | 28       | 1      | 178   |
| 14   | Mounir Zeghdoud            | Défenseur central              | 121    | 20    | 0       | 34       | 0      | 175   |
| 15   | Oussama Chita              | Milieu défensif                | 121    | 10    | 3       | 32       | 3      | 169   |
| 16   | Mahieddine Meftah          | Arrière gauche                 | 129    | 15    | 0       | 24       | 0      | 168   |
| 17   | Abderrahmane Meziane       | Attaquant                      | 117    | 10    | 1       | 33       | 3      | 164   |
| 18   | Hocine Metref              | Milieu défensif                | 113    | 15    | 0       | 24       | 6      | 158   |
| 19   | Zinedine Ferhat            | Milieu offensif                | 106    | 11    | 2       | 13       | 6      | 138   |
| 20   | Zineddine Belaïd           | Défenseur central              | 104    | 4     | 3       | 26       | 0      | 137   |
| 21   | Ismail Belkacemi           | Attaquant                      | 106    | 4     | 4       | 23       | 0      | 137   |
| 22   | Mohammed Benkhemassa       | Milieu défensif                | 95     | 8     | 1       | 27       | 4      | 135   |
| 23   | Nassim Bouchema            | Milieu de terrain / défensif   | 105    | 12    | 2       | 10       | 5      | 134   |
| 24   | Taher Benkhelifa           | Milieu défensif                | 102    | 2     | 4       | 26       | 0      | 134   |
| 25   | Charles Andriamanitsinoro  | Attaquant                      | 97     | 10    | 3       | 20       | 2      | 132   |
| 26   | Salim Aribi                | Défenseur                      | 88     | 18    | 0       | 24       | 1      | 130   |
| 27   | Saâdi Radouani             | Arrière droit                  | 95     | 3     | 3       | 23       | 0      | 124   |
| 28   | Hichem Mezaïr              | Gardien de but                 | 95     | 12    | 0       | 16       | 1      | 121   |
| 29   | Merouane Abdouni           | Gardien de but                 | 93     | 10    | 0       | 16       | 0      | 119   |
| 30   | Abdelkrim Zouari           | Ailier gauche                  | 99     | 2     | 2       | 14       | 0      | 117   |
| 31   | Rabie Benchergui           | Attaquant                      | 85     | 11    | 0       | 20       | 1      | 117   |
| 32   | Aymen Mahious              | Attaquant                      | 80     | 3     | 1       | 28       | 3      | 115   |
| 33   | Feham Bouazza              | Milieu de terrain              | 89     | 11    | 2       | 7        | 6      | 115   |
| 34   | Mintou Doucoure            | Milieu de terrain              | 84     | 11    | 0       | 9        | 10     | 114   |
| 35   | Billel Benhammouda         | Milieu offensif                | 93     | 4     | 4       | 8        | 0      | 109   |
| 36   | Brahim Boudebouda          | Arrière gauche                 | 75     | 10    | 1       | 12       | 6      | 104   |
| 37   | Raouf Benguit              | Arrière droit / Ailier droit   | 69     | 8     | 0       | 22       | 3      | 102   |
| 38   | Mustapha Bouchina          | Défenseur central              | 80     | 5     | 4       | 12       | 0      | 101   |
| 39   | Issaad Bourahli            | Avant-centre                   | 74     | 7     | 0       | 13       | 6      | 100   |

## Joueurs étrangers les plus capés
Gras Toujours jouer au football compétitif dans USM Alger.
| Rang | Nom                     | Position          | League  | Coupe  | Autres1 | Afrique2 | Arabe3 | TOTAL    |
| ---- | ----------------------- | ----------------- | ------- | ------ | ------- | -------- | ------ | -------- |
| 1    | Carolus Andriamatsinoro | Attaquant         | 97 (14) | 10 (2) | 3 (1)   | 20 (3)   | 2 (0)  | 132 (20) |
| 2    | Mintou Doucoure         | Milieu de terrain | 84 (7)  | 11 (4) | 0 (0)   | 9 (5)    | 10 (3) | 114 (19) |
| 3    | Daniel Moncharé         | Défenseur         | 57 (0)  | 6 (0)  | 0 (0)   | 0 (0)    | 12 (1) | 75 (1)   |
| 4    | Muaid Ellafi            | Milieu de terrain | 32 (6)  | 2 (0)  | 0 (0)   | 6 (1)    | 0 (0)  | 40 (7)   |
| =    | Abdoulaye Kanou         | Attaquant         | 24 (5)  | 5 (4)  | 0 (0)   | 11 (4)   | 0 (0)  | 40 (13)  |
| 6    | Hamidou Balbone         | Milieu de terrain | 25 (6)  | 4 (0)  | 0 (0)   | 7 (1)    | 0 (0)  | 36 (7)   |
| 7    | Kwame Opoku             | Attaquant         | 34 (5)  | 0 (0)  | 1 (1)   | 0 (0)    | 0 (0)  | 35 (6)   |
| =    | Tumisang Orebonye       | Attaquant         | 16 (0)  | 0 (0)  | 0 (0)   | 19 (2)   | 0 (0)  | 35 (2)   |
| 9    | Mamadou Diallo          | Attaquant         | 20 (6)  | 4 (2)  | 0 (0)   | 10 (10)  | 0 (0)  | 34 (18)  |
| 10   | Michael Eneramo         | Attaquant         | 24 (13) | 0 (0)  | 0 (0)   | 5 (1)    | 0 (0)  | 29 (14)  |
| =    | Ghislain Guessan        | Attaquant         | 23 (5)  | 2 (1)  | 1 (0)   | 3 (0)    | 0 (0)  | 29 (6)   |
| =    | Prince Ibara            | Attaquant         | 23 (9)  | 1 (0)  | 0 (0)   | 4 (1)    | 1 (0)  | 29 (10)  |

- Haut – A
- B
- C
- D
- E
- F
- G
- H
- I
- J
- K
- L
- M
- N
- O
- P
- Q
- R
- S
- T
- U
- V
- W
- X
- Y
- Z

## A
| Nom                       | Poste     | Période                       | Matchs | Buts | Nationalité |
| ------------------------- | --------- | ----------------------------- | ------ | ---- | ----------- |
| Oussama Abdeldjelil       | Attaquant | 2020                          | 4      | 0    | Algérie     |
| Ayoub Abdellaoui          | Défenseur | 2014-2018                     | 95     | 3    | Algérie     |
| Malek Abdellaoui          | Défenseur | Années 1990                   |        |      | Algérie     |
| Réda Abdouche             | Défenseur | Années 1970                   |        |      | Algérie     |
| Merouane Abdouni          | Gardien   | 2002-2005 2007-2011           | 138    | 0    | Algérie     |
| Sédonoudé Abouta          | Attaquant | 2007                          | 14     | 2    | Mali        |
| Hocine Achiou             | Milieu    | 1996-2006 2007-2008 2009-2011 | 164    | 21   | Algérie     |
| Fatah Achour              | Défenseur | 2020-2022                     | 28     | 0    | Algérie     |
| Jerry Adriano             | Attaquant | 2008                          | 6      | 0    | Cap-Vert    |
| Rachid Aftouche           | Défenseur | 1962-1967                     |        |      | Algérie     |
| Mouldi Aïssaoui           | Attaquant | 1967-1973                     |        |      | Algérie     |
| Islam Aït Ali             | Milieu    | 2006-2010                     |        |      | Algérie     |
| Malek Aït-Alia            | Défenseur | 2006                          | 7      | 0    | Algérie     |
| Hamza Aït Ouamar          | Milieu    | 2009-2011                     | 48     | 0    | Algérie     |
| Salim Akkal               | Milieu    | 2020                          | 0      | 0    | Algérie     |
| Karim Ali Hadji           | Attaquant | 2004-2006                     | 12     | 0    | Algérie     |
| Abdelmalek Ali Messaoud   | Défenseur |                               |        |      | Algérie     |
| Yacine Aliane             | Attaquant | 2020-2021                     | 22     | 2    | Algérie     |
| Adem Alilet               | Défenseur | 2019-...                      |        |      | Algérie     |
| Saïd Allik                | Défenseur | 1969-1973                     |        |      | Algérie     |
| Rachid Amenouche          | Attaquant |                               |        |      | Algérie     |
| M. Amitouche              | Défenseur |                               |        |      | Algérie     |
| Amar Ammour               | Milieu    | 2002-2009                     | 220    | 48   | Algérie     |
| Adel Amrouche             | Milieu    | 1990-1991                     |        |      | Algérie     |
| Hamza Anani               | Attaquant | 2010-2011                     |        |      | Algérie     |
| Charles Andriamanitsinoro | Attaquant | 2012-2017                     | 131    | 20   | Madagascar  |
| Mohamed Amine Aouamri     | Défenseur | 2009-2011                     | 57     | 5    | Algérie     |
| Mohamed Amine Aoudia      | Attaquant | 2015-2016                     | 20     | 4    | Algérie     |
| Oualid Ardji              | Milieu    | 2015-2020                     | 78     | 8    | Algérie     |
| Salim Aribi               | Défenseur | 2002-2007                     | 132    | 7    | Algérie     |
| Ahmed Attoui              | Attaquant | 1969-1973                     |        |      | Algérie     |
| Lakhdar Ayadat            | Défenseur |                               |        |      | Algérie     |
| Rachid Azzoune            | Défenseur |                               |        |      | Algérie     |

- Haut – A
- B
- C
- D
- E
- F
- G
- H
- I
- J
- K
- L
- M
- N
- O
- P
- Q
- R
- S
- T
- U
- V
- W
- X
- Y
- Z

## B

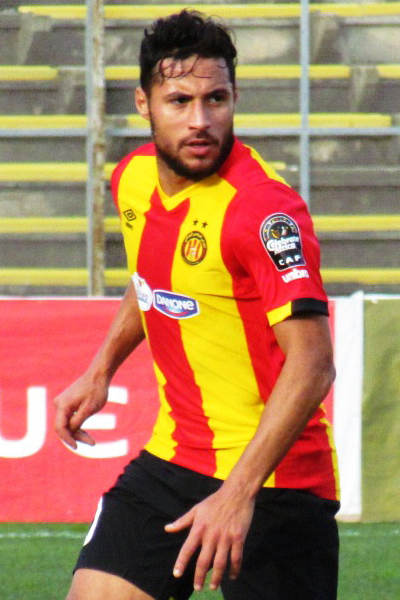
Youcef Belaïli.

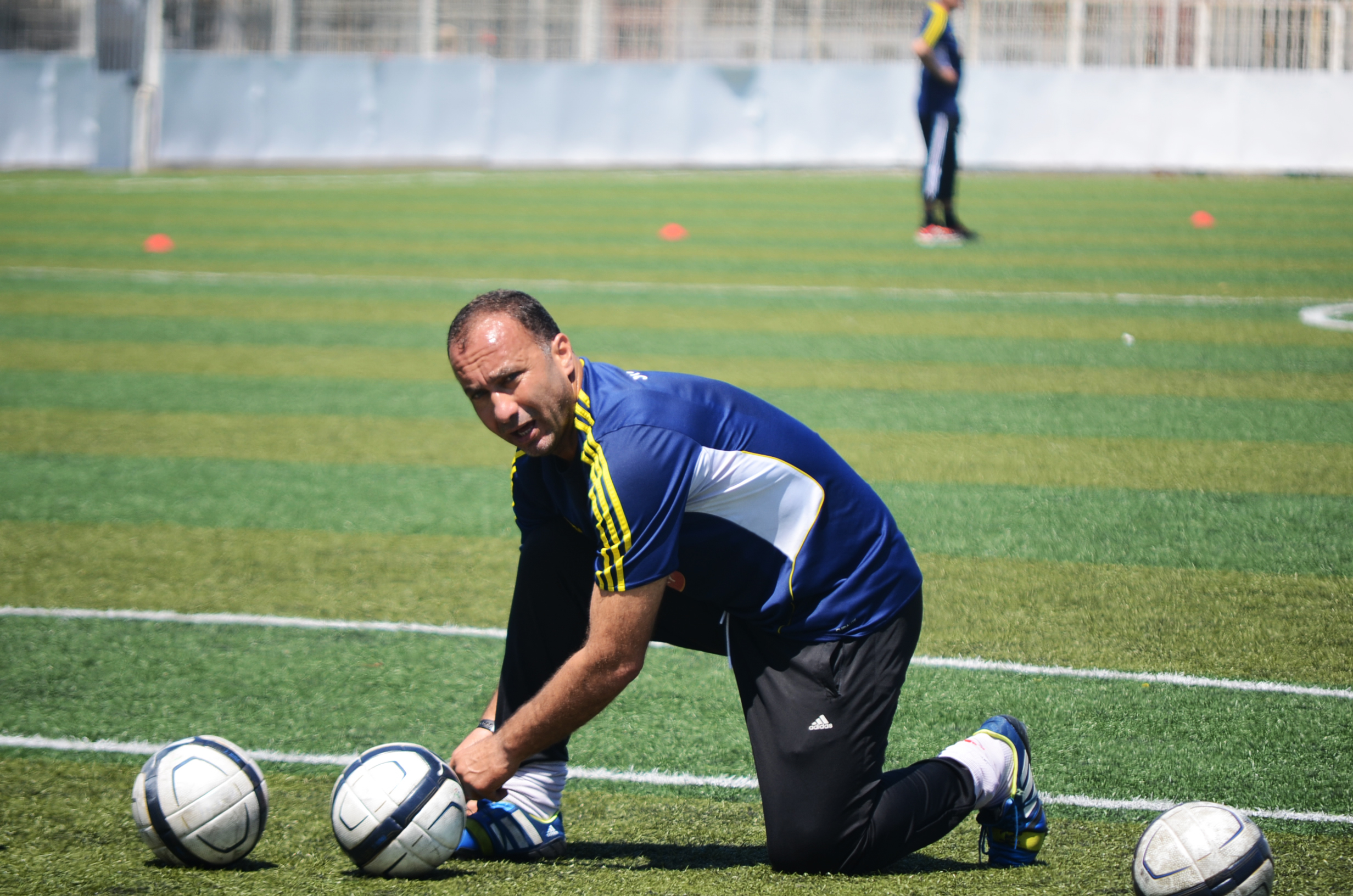
Farid Belmellat.

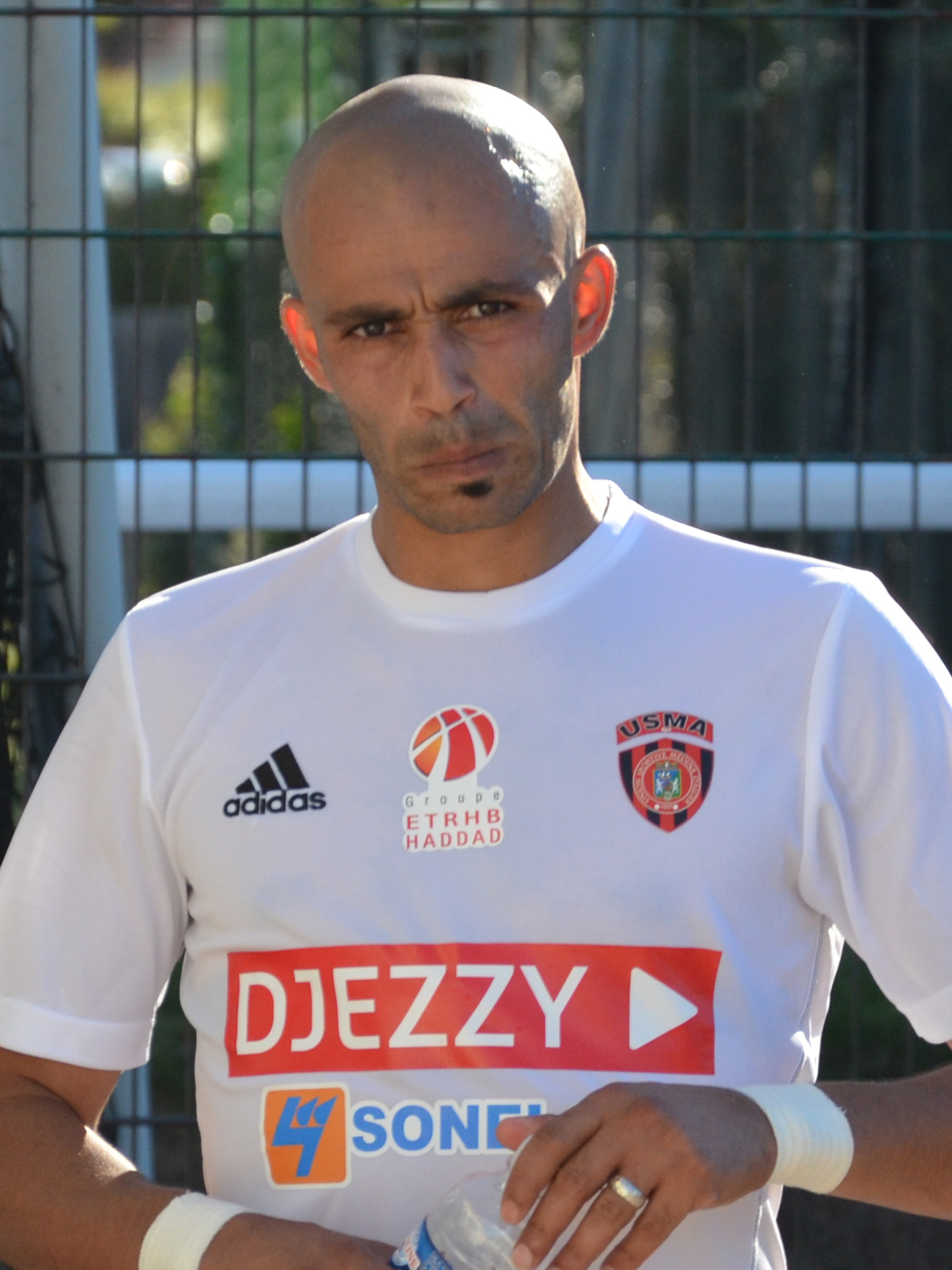
Mokhtar Benmoussa.

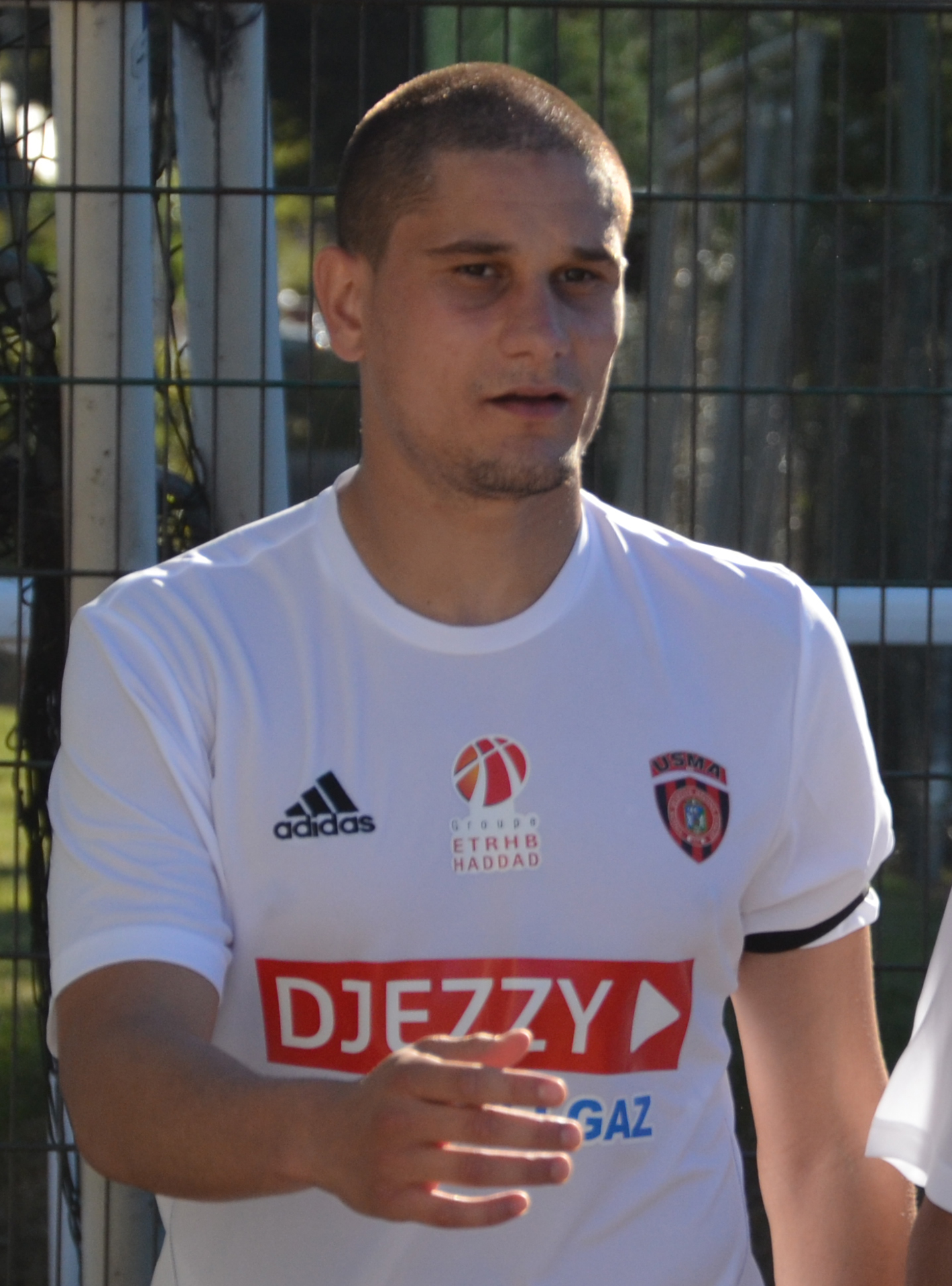
Mohamed Benyahia.

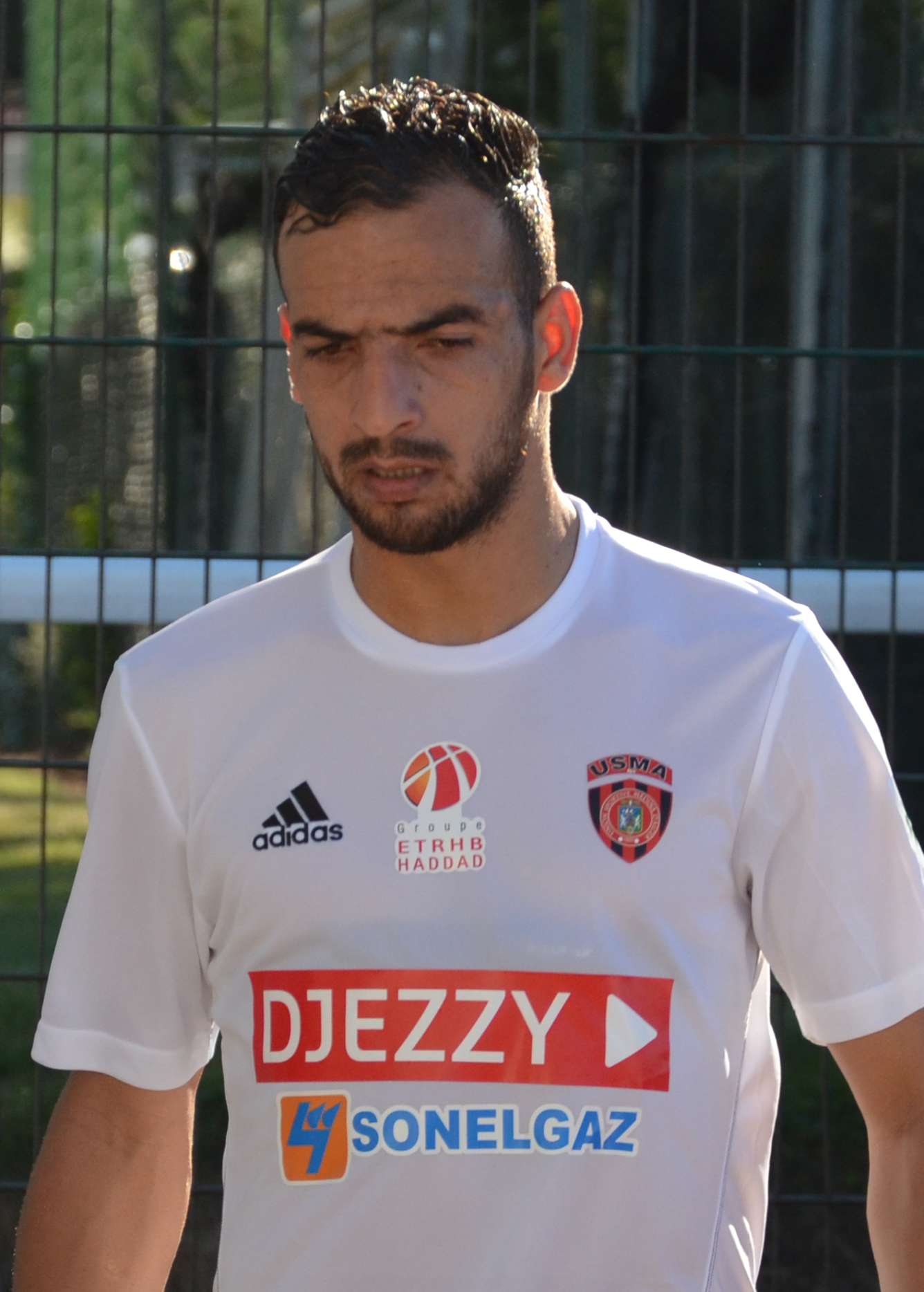
Kaddour Beldjilali.

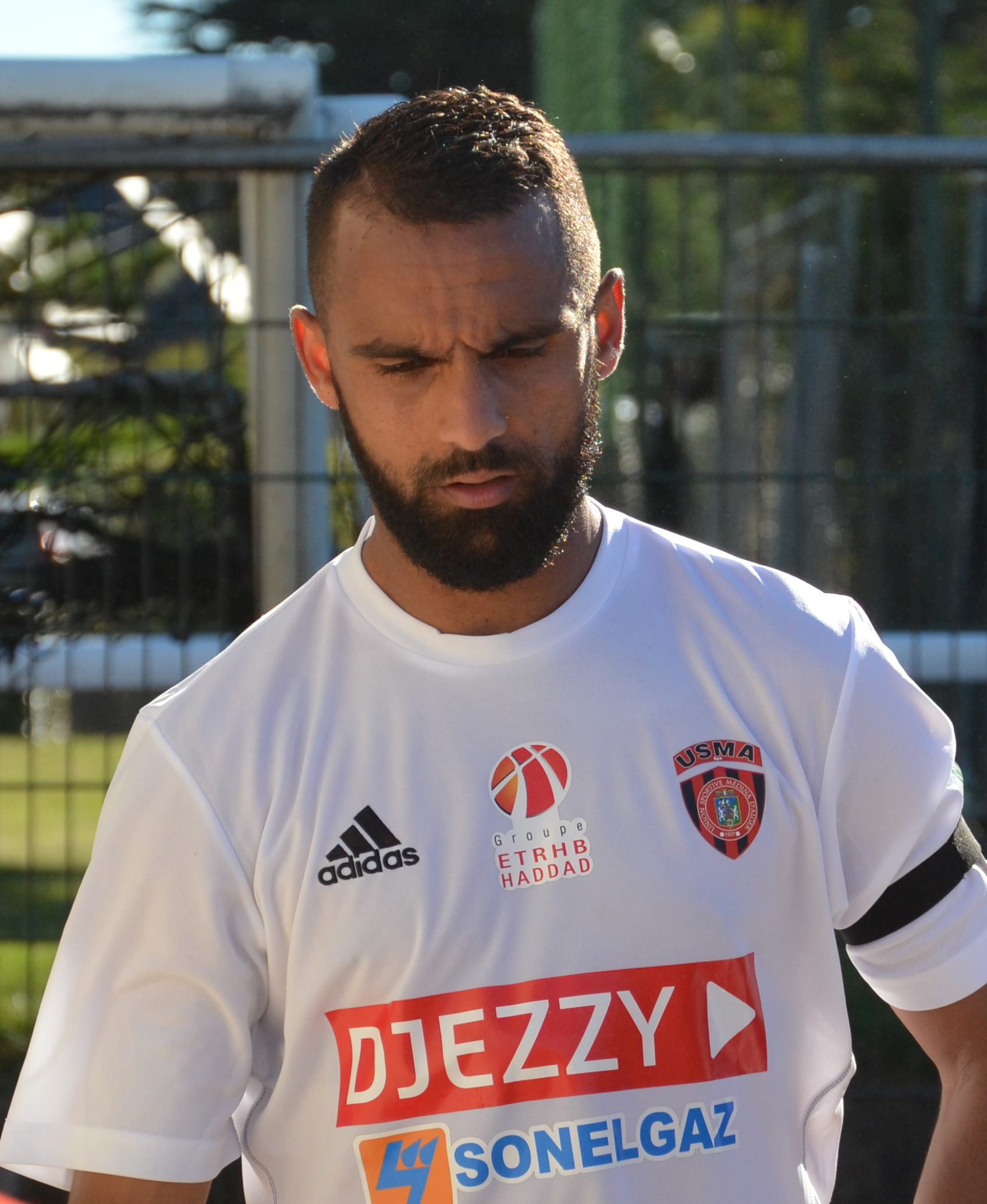
Rafik Bouderbal.

| Nom                    | Poste     | Période                       | Matchs | Buts | Nationalité  |
| ---------------------- | --------- | ----------------------------- | ------ | ---- | ------------ |
| Boualem Baâziz         | Attaquant |                               |        |      | Algérie      |
| Saïd Baâzouz           | Milieu    | 2000-2001                     | 15     | 1    | Maroc        |
| Karim Baïteche         | Milieu    | 2013-2016                     | 55     | 5    | Algérie      |
| Hamidou Balbone        | Attaquant | 2003-2004                     |        |      | Burkina Faso |
| Houari Baouche         | Défenseur | 2021-...                      |        |      | Algérie      |
| Ibrahim Bekakchi       | Défenseur | 2012-2014 2021-...            |        |      | Algérie      |
| Zineddine Belaïd       | Défenseur | 2020-                         | 66     | 4    | Algérie      |
| Youcef Belaïli         | Milieu    | 2014-2015                     | 41     | 13   | Algérie      |
| Kamel Belarbi          | Milieu    | 2019-...                      |        |      | Algérie      |
| Boubekeur Belbekri     | Milieu    | 1962-1972                     |        |      | Algérie      |
| Kaddour Beldjilali     | Milieu    | 2015-2018                     | 82     | 6    | Algérie      |
| Hamed Belem            | Attaquant | 2021-                         |        |      | Burkina Faso |
| Ismaïl Belkacemi       | Attaquant | 2020-                         | 66     | 25   | Algérie      |
| Farouk Belkaïd         | Milieu    | 2005-2006                     | 22     | 3    | Algérie      |
| Farid Bellabès         | Défenseur | 2011                          | 0      | 0    | Algérie      |
| Réda Bellahcene        | Milieu    | 2016-...                      |        |      | Algérie      |
| Farid Belmellat        | Gardien   | 1993-1994 1996-2000 2003-2008 |        |      | Algérie      |
| Abdelaziz Ben Tifour   | Attaquant | 1962-1964                     |        |      | Algérie      |
| Billel Benaldjia       | Milieu    | 2008-2010                     |        |      | Algérie      |
| Mehdi Benaldjia        | Milieu    | 2009-2014                     | 55     | 4    | Algérie      |
| Youssouf Benamara      | Défenseur | 2012-2014                     | 23     | 0    | Algérie      |
| Abdelkader Benayada    | Défenseur | 2009-2011                     | 34     | 0    | Algérie      |
| Houcine Benayada       | Défenseur | 2015-2016                     | 19     | 0    | Algérie      |
| Oussama Benbot         | Gardien   | 2021-                         |        |      | Algérie      |
| Zakaria Benchaâ        | Attaquant | 2018-2021                     | 27     | 7    | Algérie      |
| Rabie Benchergui       | Attaquant | 2001-2006                     | 117    | 44   | Algérie      |
| Mehdi Beneddine        | Défenseur | 2020-...                      |        |      | Algérie      |
| Farid Bengana          | Défenseur |                               |        |      | Algérie      |
| Raouf Benguit          | Défenseur | 2016-...                      |        |      | Algérie      |
| Billel Benhammouda     | Milieu    | 2017-2022                     | 110    | 12   | Algérie      |
| Mohamed Benkablia      | Attaquant | 2017                          | 17     | 0    | Algérie      |
| Dahmane Benkanoun      | Attaquant |                               |        |      | Algérie      |
| Fawzi Benkhalidi       | Attaquant | 1987-1990 1992-1994           |        |      | Algérie      |
| Taher Benkhelifa       | Milieu    | 2019-                         | 86     | 3    | Algérie      |
| Mohammed Benkhemassa   | Milieu    | 2014-2019                     | 135    | 4    | Algérie      |
| Hichem Benmeghit       | Attaquant | 2011                          | 7      | 0    | Algérie      |
| Mokhtar Benmoussa      | Défenseur | 2012-...                      |        |      | Algérie      |
| Adlène Bensaïd         | Attaquant | 2006                          | 13     | 3    | Algérie      |
| Yacine Bentalaa        | Gardien   | 1982-1992                     |        |      | Algérie      |
| Mohamed Benyahia       | Défenseur | 2016-...                      |        |      | Algérie      |
| Brahim Benzaza         | Milieu    | 2021-...                      |        |      | Algérie      |
| Toufik Berkani         |           |                               |        |      | Algérie      |
| Hamid Bernaoui         | Attaquant | 1956-1970                     |        |      | Algérie      |
| Hamid Berrahma         | Défenseur | 1968-1970                     |        |      | Algérie      |
| Mourad Berrefane       | Gardien   | 2014-...                      |        |      | Algérie      |
| Kamel Berroudji        | Attaquant |                               |        |      | Algérie      |
| Abdelkader Besseghir   | Défenseur | 2004-2007                     |        |      | Algérie      |
| Omar Betrouni          | Attaquant | 1980-1983                     |        |      | Algérie      |
| Yassine Bezzaz         | Milieu    | 2011                          | 12     | 0    | Algérie      |
| Djamel Bouaïchaoui     | Gardien   |                               |        |      | Algérie      |
| Mohamed Boualem        | Milieu    | 2011-2012                     | 18     | 2    | Algérie      |
| Abderrahmane Boubekeur | Gardien   | 1950-1954 1963-1964           |        |      | Algérie      |
| Nassim Bouchema        | Milieu    | 2011-2016                     | 134    | 6    | Algérie      |
| Antar Boucherit        | Défenseur | 2006-2008                     | 54     | 3    | Algérie      |
| Mustapha Bouchina      | Défenseur | 2020-...                      |        |      | Algérie      |
| Brahim Boudebouda      | Défenseur | 2012-2016                     | 104    | 12   | Algérie      |
| Rafik Bouderbal        | Milieu    | 2016-2019                     | 54     | 2    | Algérie      |
| Laoufi Boulbadaoui     | Gardien   | 1975-1977                     |        |      | Algérie      |
| Ali Boulebda           | Attaquant | 2011                          | 9      | 1    | Algérie      |
| Réda Boumechra         | Milieu    | 2017-2021                     |        |      | Algérie      |
| Salim Boumechra        | Milieu    | 2011-2012                     | 20     | 1    | Algérie      |
| Issaad Bourahli        | Attaquant | 2001-2003 2004-2005 2007-2010 | 70     | 27   | Algérie      |
| Faouzi Bourenane       | Milieu    | 2017                          | 15     | 1    | Algérie      |
| Mohamed Boussefiane    | Attaquant | 2005-2009                     | 82     | 12   | Algérie      |
| Salim Boutamine        | Milieu    |                               |        |      | Algérie      |
| Ismaël Bouzid          | Défenseur | 2012-2013                     | 9      | 1    | Algérie      |
| Boukhalfa Branci       | Gardien   |                               |        |      | Algérie      |
| Mohamed Briki          | Défenseur | 199?-2000                     |        |      | Algérie      |

- Haut – A
- B
- C
- D
- E
- F
- G
- H
- I
- J
- K
- L
- M
- N
- O
- P
- Q
- R
- S
- T
- U
- V
- W
- X
- Y
- Z

## C
| Nom             | Poste     | Période   | Matchs | Buts | Nationalité |
| --------------- | --------- | --------- | ------ | ---- | ----------- |
| Mehdi Cerbah    | Gardien   | 19??-1972 |        |      | Algérie     |
| Farouk Chafaï   | Défenseur | 2010-2019 | 257    | 28   | Algérie     |
| Djamel Chatal   | Attaquant | 2013-2016 | 21     | 1    | Algérie     |
| Farid Cheklam   | Défenseur | 2009-2011 | 43     | 1    | Algérie     |
| Ibrahim Chenihi | Milieu    | 2021-2022 | 19     | 0    | Algérie     |
| Oussama Chita   | Milieu    | 2017-     | 99     | 2    | Algérie     |
| Ahmed Chouih    | Gardien   | 2006-2009 | 25     | 0    | Algérie     |

- Haut – A
- B
- C
- D
- E
- F
- G
- H
- I
- J
- K
- L
- M
- N
- O
- P
- Q
- R
- S
- T
- U
- V
- W
- X
- Y
- Z

## D
| Nom               | Poste     | Période                       | Matchs | Buts  | Nationalité |
| ----------------- | --------- | ----------------------------- | ------ | ----- | ----------- |
| Noureddine Daham  | Attaquant | 2009-2013                     | 99     | 41    | Algérie     |
| Amara Daïf        | Gardien   | 2012-2013                     | 0      | 0     | Algérie     |
| Rachid Debbah     | Défenseur |                               |        |       | Algérie     |
| Rabah Deghmani    | Défenseur | 1999-2006                     | 122    | 2     | Algérie     |
| Mamadou Diallo    | Attaquant | 2003-2004                     | 31     | 16    | Mali        |
| Amadou Diamouténé | Défenseur | Jan. 2010- Jan. 2012          | 7      | 0     | Mali        |
| Moké Diarra       | Milieu    | 2008                          | 8      | 0     | Mali        |
| Farid Djahnine    | Milieu    | 1996-2008                     |        |       | Algérie     |
| Lamouri Djediat   | Milieu    | 2011-2014                     | 84     | 22    | Algérie     |
| Mohamed Djemâa    | Milieu    | 1962-1963                     |        |       | Algérie     |
| Ghazi Djermane    | Milieu    | 1962-1964                     |        |       | Algérie     |
| Mintou Doucouré   | Attaquant | 2004-2008                     | 84     | 7     | Mali        |
| Billel Dziri      | Milieu    | 1995-1998 2000-2007 2008-2010 | 205 78 | 39 12 | Algérie     |

- Haut – A
- B
- C
- D
- E
- F
- G
- H
- I
- J
- K
- L
- M
- N
- O
- P
- Q
- R
- S
- T
- U
- V
- W
- X
- Y
- Z

## E
| Nom             | Poste     | Période   | Matchs | Buts | Nationalité |
| --------------- | --------- | --------- | ------ | ---- | ----------- |
| Djamel El Okbi  | Gardien   | 1962-1969 |        |      | Algérie     |
| Hocine El Orfi  | Milieu    | 2012-2016 | 83     | 0    | Algérie     |
| Michael Eneramo | Attaquant | 2004-2006 | 29     | 14   | Nigeria     |

- Haut – A
- B
- C
- D
- E
- F
- G
- H
- I
- J
- K
- L
- M
- N
- O
- P
- Q
- R
- S
- T
- U
- V
- W
- X
- Y
- Z

## F

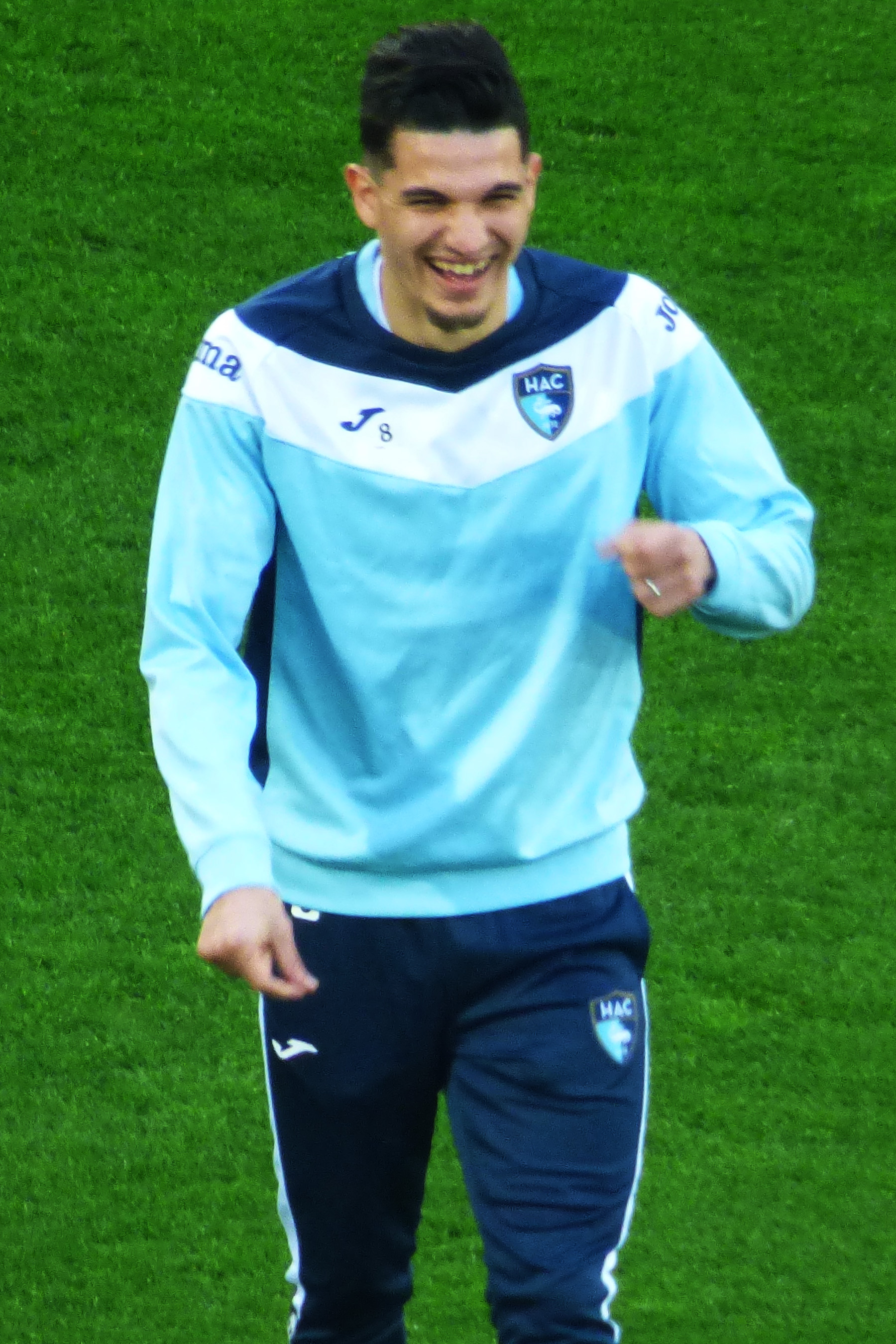
Zinedine Ferhat.

| Nom             | Poste  | Période   | Matchs | Buts | Nationalité |
| --------------- | ------ | --------- | ------ | ---- | ----------- |
| Bouazza Feham   | Milieu | 2011-2015 | 115    | 10   | Algérie     |
| Zinedine Ferhat | Milieu | 2011-2016 | 137    | 7    | Algérie     |
| Foudad          |        |           |        |      | Algérie     |
| Toufik Fouial   | Milieu |           |        |      | Algérie     |

- Haut – A
- B
- C
- D
- E
- F
- G
- H
- I
- J
- K
- L
- M
- N
- O
- P
- Q
- R
- S
- T
- U
- V
- W
- X
- Y
- Z

## G
| Nom               | Poste     | Période             | Matchs | Buts | Nationalité   |
| ----------------- | --------- | ------------------- | ------ | ---- | ------------- |
| Ahmed Gasmi       | Attaquant | 2012-2014           | 53     | 15   | Algérie       |
| Abdelkader Ghalem | Gardien   | 1972-197?           |        |      | Algérie       |
| Karim Ghazi       | Milieu    | 1995-2004 2005-2011 | 303    | 20   | Algérie       |
| Djamel Gherabi    | Défenseur |                     |        |      | Algérie       |
| Tarek Ghoul       | Défenseur | 1996-2004           |        |      | Algérie       |
| Nacer Guedioura   | Attaquant |                     |        |      | Algérie       |
| Alexis Guendouz   | Gardien   | 2020-2022           | 24     | 0    | Algérie       |
| Ghislain Guessan  | Attaquant | 2016-2017           | 29     | 6    | Côte d'Ivoire |
| Lakhdar Guitoun   | Milieu    | 1966-?              |        |      | Algérie       |

- Haut – A
- B
- C
- D
- E
- F
- G
- H
- I
- J
- K
- L
- M
- N
- O
- P
- Q
- R
- S
- T
- U
- V
- W
- X
- Y
- Z

## H
| Nom               | Poste     | Période                       | Matchs | Buts | Nationalité |
| ----------------- | --------- | ----------------------------- | ------ | ---- | ----------- |
| Moulay Haddou     | Défenseur | 2004-2006                     | 52     | 14   | Algérie     |
| Tarek Hadj Adlane | Attaquant | 1985-1991 1996-1999 2000-2002 |        |      | Algérie     |
| Fayçal Hamdani    | Défenseur | 1996-2002                     |        |      | Algérie     |
| Mohamed Hamdoud   | Défenseur | 1996-2008                     | 150    | 12   | Algérie     |
| Cheikh Hamidi     | Attaquant | 2009-2011                     | 51     | 21   | Algérie     |
| Ziri Hammar       | Milieu    | 2016-...                      |        |      | Algérie     |
| Sofiane Hanitser  | Attaquant | 2007                          | 10     | 4    | Algérie     |
| Sofiane Harkat    | Défenseur | 2009-2010                     |        |      | Algérie     |
| Farès Hemitti     | Attaquant | 2011-2012                     | 19     | 1    | Algérie     |
| Rachid Hemmar     | Attaquant |                               |        |      | Algérie     |
| Hamza Heriat      | Milieu    | 2010-2011                     | 7      | 0    | Algérie     |
| Youcef Herkat     | Gardien   |                               |        |      | Algérie     |

- Haut – A
- B
- C
- D
- E
- F
- G
- H
- I
- J
- K
- L
- M
- N
- O
- P
- Q
- R
- S
- T
- U
- V
- W
- X
- Y
- Z

## I
| Nom                    | Poste     | Période     | Matchs | Buts | Nationalité |
| ---------------------- | --------- | ----------- | ------ | ---- | ----------- |
| Abderrahmane Ibrir     | Gardien   | Années 1940 |        |      | Algérie     |
| Saâd Ichalalène        | Défenseur | 2011        | 4      | 0    | Algérie     |
| Wuiswell Anderson Isea | Attaquant | 2009        |        |      | Venezuela   |

- Haut – A
- B
- C
- D
- E
- F
- G
- H
- I
- J
- K
- L
- M
- N
- O
- P
- Q
- R
- S
- T
- U
- V
- W
- X
- Y
- Z

## J
- Haut – A
- B
- C
- D
- E
- F
- G
- H
- I
- J
- K
- L
- M
- N
- O
- P
- Q
- R
- S
- T
- U
- V
- W
- X
- Y
- Z

## K

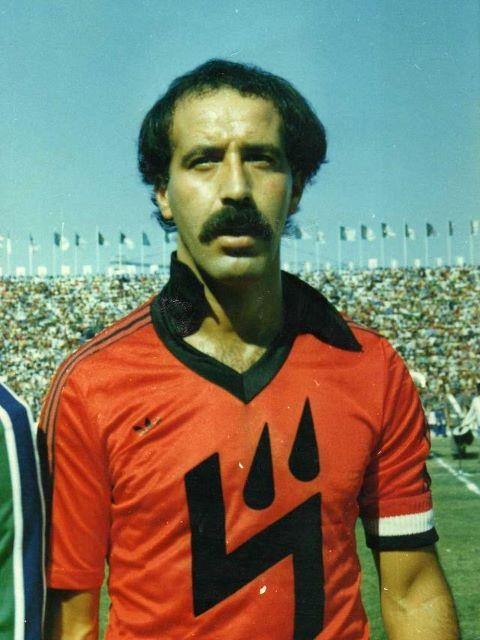
Djamel Keddou.

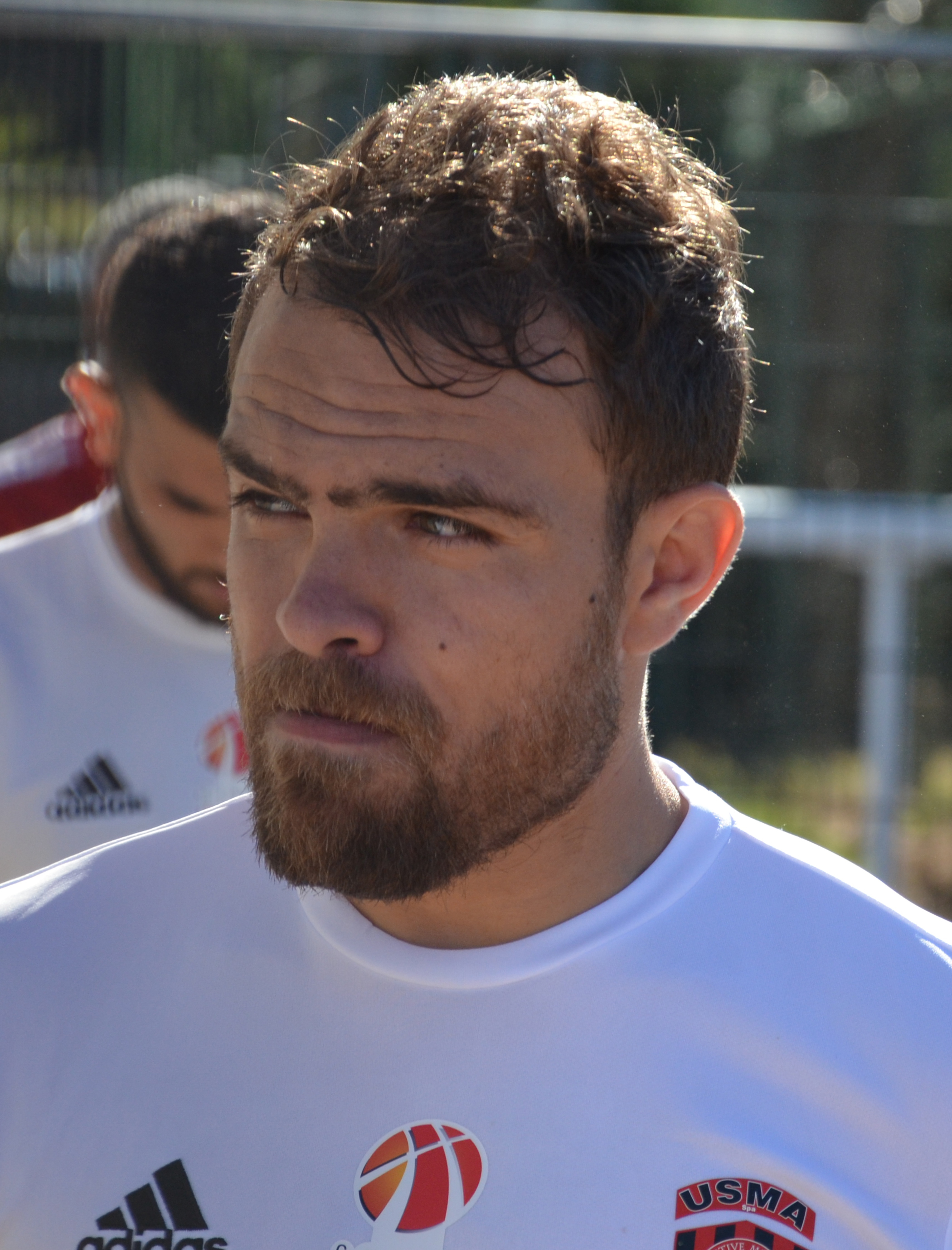
Hamza Koudri.

| Nom                  | Poste     | Période   | Matchs | Buts | Nationalité |
| -------------------- | --------- | --------- | ------ | ---- | ----------- |
| Ali Lamine Kab       | Attaquant | 2003-2008 | 29     | 3    | Algérie     |
| Djamel Keddou        | Défenseur | 1971-1983 |        |      | Algérie     |
| Mehdi Kerrouche      | Attaquant | 2007      | 5      | 1    | Algérie     |
| Abel Khaled          | Milieu    | 2016-2017 |        |      | Algérie     |
| El Hadi Khelili      | Attaquant |           |        |      | Algérie     |
| Anis Khemaïssia      | Défenseur | 2019-2021 |        |      | Algérie     |
| Nacereddine Khoualed | Défenseur | 2006-2017 | 290    | 10   | Algérie     |
| Hamza Koudri         | Milieu    | 2012-2022 | 275    | 15   | Algérie     |

- Haut – A
- B
- C
- D
- E
- F
- G
- H
- I
- J
- K
- L
- M
- N
- O
- P
- Q
- R
- S
- T
- U
- V
- W
- X
- Y
- Z

## L
| Nom                 | Poste     | Période   | Matchs | Buts | Nationalité |
| ------------------- | --------- | --------- | ------ | ---- | ----------- |
| Salim Laassami      | Milieu    | 2014      |        |      | Algérie     |
| Noui Laïfa          | Milieu    | 2014      |        |      | Algérie     |
| Abdelkader Laïfaoui | Défenseur | 2011-2015 | 79     | 5    | Algérie     |
| Amirouche Lalili    | Milieu    |           |        |      | Algérie     |
| Khaled Lemmouchia   | Milieu    | 2011-2012 | 30     | 1    | Algérie     |

- Haut – A
- B
- C
- D
- E
- F
- G
- H
- I
- J
- K
- L
- M
- N
- O
- P
- Q
- R
- S
- T
- U
- V
- W
- X
- Y
- Z

## M

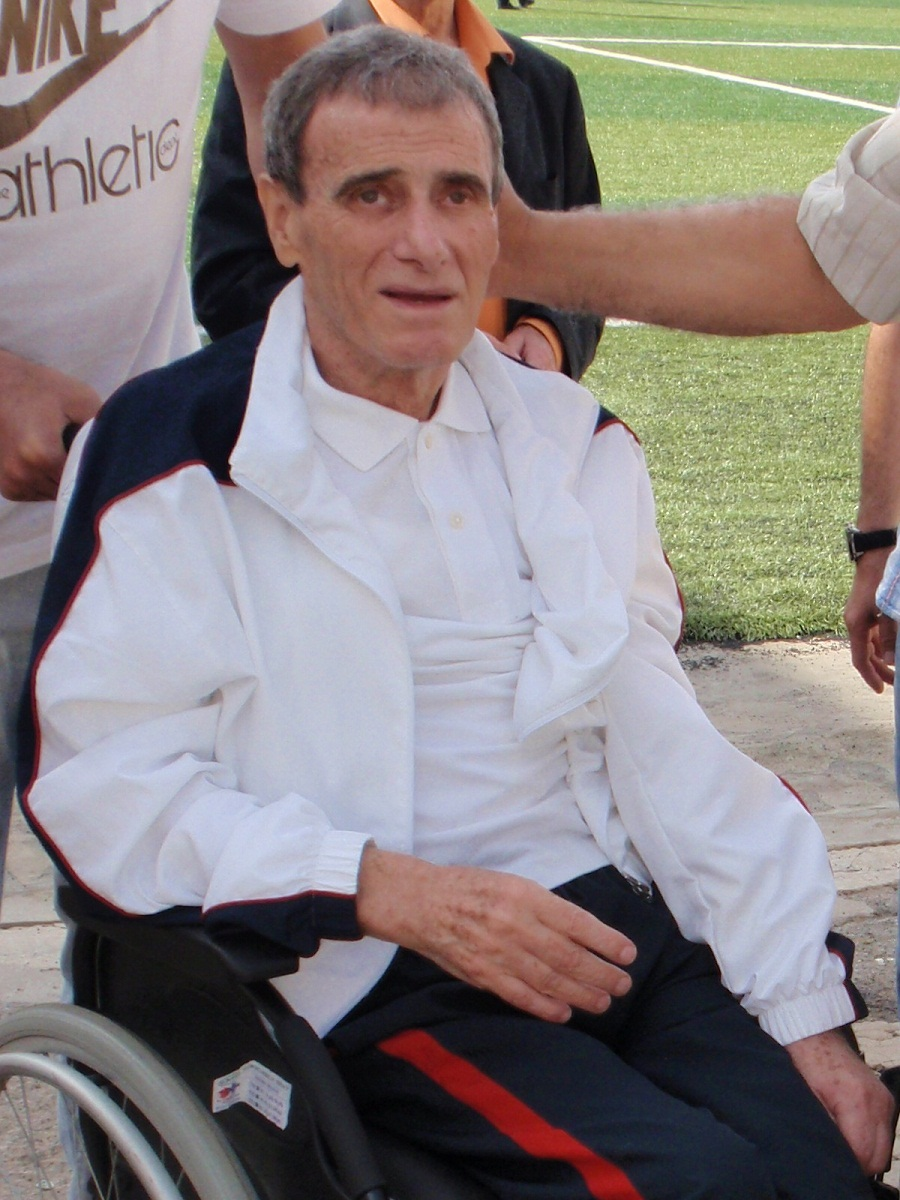
Abderrahmane Meziani.

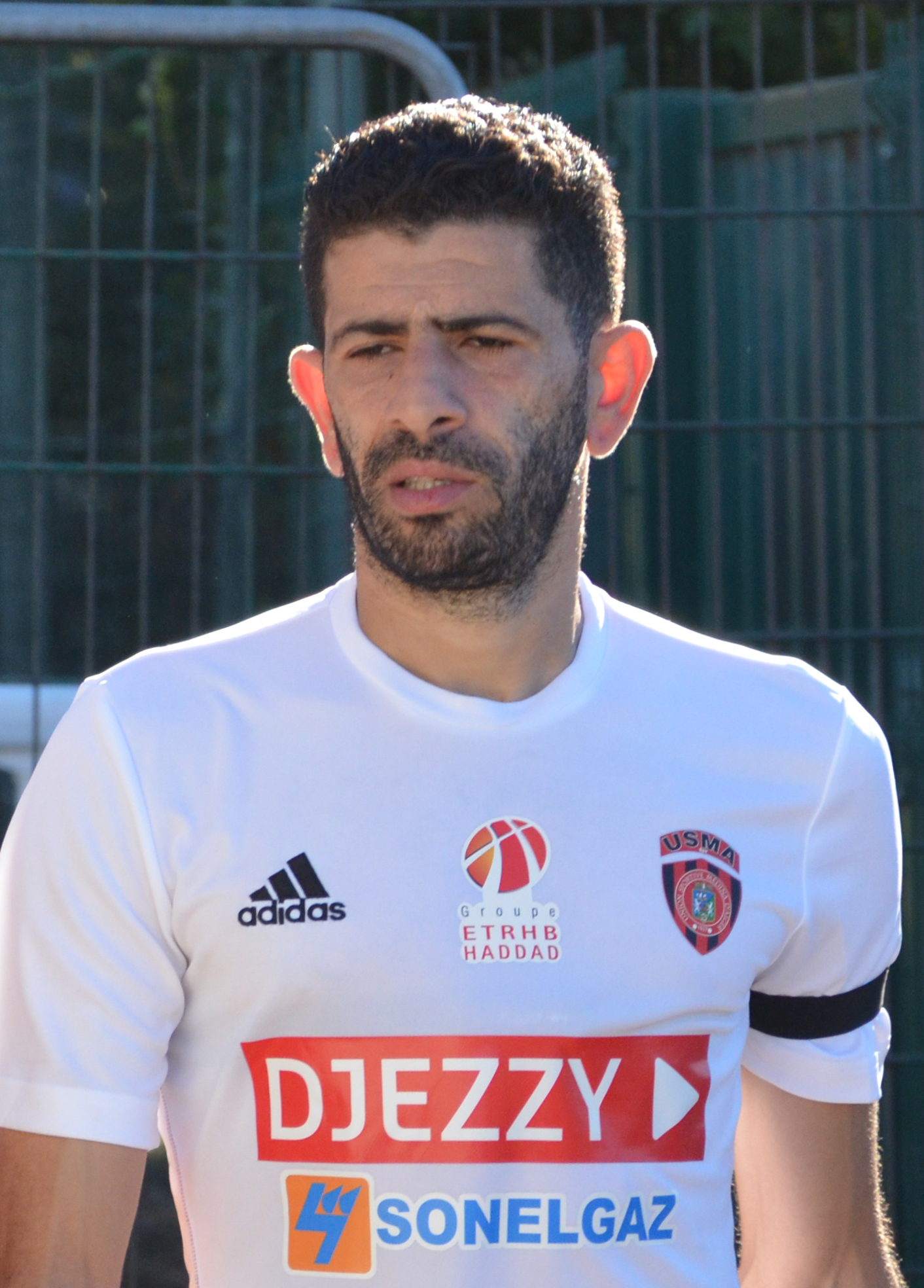
Mohamed Rabie Meftah.

| Nom                  | Poste     | Période        | Matchs | Buts | Nationalité |
| -------------------- | --------- | -------------- | ------ | ---- | ----------- |
| Hamid Madani         | Défenseur | 1962-1969      |        |      | Algérie     |
| Abdoulaye Maïga      | Défenseur | 2010-2012      | 20     | 0    | Mali        |
| Adel Maïza           | Défenseur | Juin-Déc. 2012 | 4      | 0    | Algérie     |
| Mohamed Manga        | Attaquant | 1997-1998      |        |      | Nigeria     |
| Ismaïl Mansouri      | Gardien   | 2008-2020      | 79     | 0    | Algérie     |
| Kamel Marek          | Milieu    | 2007-2008      |        |      | Algérie     |
| Chakib Arslan Mazari | Défenseur | 2015-2016      | 16     | 0    | Algérie     |
| Rafik Mazouzi        | Gardien   | 2009-...       |        |      | Algérie     |
| Mahieddine Meftah    | Défenseur | 1996-2007      |        |      | Algérie     |
| Mohamed Rabie Meftah | Défenseur | 2011-2020      | 258    | 46   | Algérie     |
| Rahim Meftah         | Défenseur | 2007-2008      |        |      | Algérie     |
| Boumediene Mekkaoui  | Attaquant |                |        |      | Algérie     |
| Zineddine Mekkaoui   | Défenseur | 2005-2009      |        |      | Algérie     |
| Mouaouya Meklouche   | Attaquant | 2008-2013      | 56     | 9    | Algérie     |
| Djamel Menad         | Attaquant | 1996-1997      |        |      | Algérie     |
| Abdelmalek Merbah    | Défenseur | 2010-2011      |        |      | Algérie     |
| Abdenour Merzouki    | Gardien   | 2014-2015      |        |      | Algérie     |
| Hocine Metref        | Défenseur | 2002-2008      | 116    | 15   | Algérie     |
| Hichem Mezaïr        | Gardien   | 2000-2004      |        |      | Algérie     |
| Abderrahmane Meziane | Attaquant | 2014-...       |        |      | Algérie     |
| Abderrahmane Meziani | Attaquant | 1962-1976      |        |      | Algérie     |
| Boualem Mikiri       |           |                |        |      | Algérie     |
| Hichem Mokhtar       | Attaquant | 2012-2013      | 4      | 0    | Algérie     |
| Daniel Moncharé      | Défenseur | 2006-2009      | 75     | 1    | Cameroun    |

- Haut – A
- B
- C
- D
- E
- F
- G
- H
- I
- J
- K
- L
- M
- N
- O
- P
- Q
- R
- S
- T
- U
- V
- W
- X
- Y
- Z

## N
| Nom            | Poste     | Période   | Matchs | Buts | Nationalité  |
| -------------- | --------- | --------- | ------ | ---- | ------------ |
| Rachid Nadji   | Attaquant | 2014-2016 | 52     | 12   | Algérie      |
| Zakaria Naïdji | Attaquant | 2021      | 17     | 5    | Algérie      |
| Serge N'Gal    | Attaquant | 2012      | 5      | 0    | Cameroun     |
| Alain Nibié    | Attaquant | 2009-2010 | 7      | 1    | Burkina Faso |
| Ernest Nsombo  | Attaquant | 2014      | 11     | 2    | Cameroun     |

- Haut – A
- B
- C
- D
- E
- F
- G
- H
- I
- J
- K
- L
- M
- N
- O
- P
- Q
- R
- S
- T
- U
- V
- W
- X
- Y
- Z

## O
| Nom                  | Poste        | Période             | Matchs | Buts | Nationalité |
| -------------------- | ------------ | ------------------- | ------ | ---- | ----------- |
| Akim Orinel          | Milieu       | 2014                |        |      | Algérie     |
| Allel Ouaguenouni    | Défenseur    | 1940-1954           |        |      | Algérie     |
| Mustapha Ouaguenouni | Défenseur    | 1944-1954           |        |      | Algérie     |
| Amokrane Oualiken    | Inter gauche | 1963-1969           |        |      | Algérie     |
| Moncef Ouichaoui     | Attaquant    | 2000-2001 2002-2004 | 50     | 22   | Algérie     |
| Fodil Oulkhiar       | Défenseur    | 1965-?              |        |      | Algérie     |
| Nouri Ouznadji       | Attaquant    | 2009-2012           | 71     | 13   | Algérie     |

- Haut – A
- B
- C
- D
- E
- F
- G
- H
- I
- J
- K
- L
- M
- N
- O
- P
- Q
- R
- S
- T
- U
- V
- W
- X
- Y
- Z

## P
- Haut – A
- B
- C
- D
- E
- F
- G
- H
- I
- J
- K
- L
- M
- N
- O
- P
- Q
- R
- S
- T
- U
- V
- W
- X
- Y
- Z

## Q
- Haut – A
- B
- C
- D
- E
- F
- G
- H
- I
- J
- K
- L
- M
- N
- O
- P
- Q
- R
- S
- T
- U
- V
- W
- X
- Y
- Z

## R
| Nom               | Poste     | Période   | Matchs | Buts | Nationalité |
| ----------------- | --------- | --------- | ------ | ---- | ----------- |
| Rachid Rabahallah | Défenseur |           |        |      | Algérie     |
| Hocine Rabet      | Milieu    |           |        |      | Algérie     |
| Djamel Rabti      | Milieu    | 2013-...  |        |      | Algérie     |
| Azzedine Rahim    | Attaquant | 1987-2000 |        |      | Algérie     |
| Krimo Rebih       | Attaquant | 1962-1970 |        |      | Algérie     |
| Ali Rial          | Défenseur | 2007-2010 | 94     | 10   | Algérie     |

- Haut – A
- B
- C
- D
- E
- F
- G
- H
- I
- J
- K
- L
- M
- N
- O
- P
- Q
- R
- S
- T
- U
- V
- W
- X
- Y
- Z

## S
| Nom                    | Poste     | Période             | Matchs | Buts | Nationalité |
| ---------------------- | --------- | ------------------- | ------ | ---- | ----------- |
| Abdelkader Saadi       | Milieu    | 1966-?              |        |      | Algérie     |
| Mohamed Amine Saïdoune | Défenseur | 2007-2009 2010-2011 |        |      | Algérie     |
| Karim Saoula           | Gardien   | 2005-2006           | 0      | 0    | Algérie     |
| Saïd Sayah             | Milieu    | 2008-2011           | 56     | 2    | Algérie     |
| Amir Sayoud            | Milieu    | 2016-2018           | 57     | 4    | Algérie     |
| Mohamed Seguer         | Attaquant | 2012-2016           | 92     | 20   | Algérie     |
| Ali Slimani            | Défenseur |                     |        |      | Algérie     |
| Fouad Smati            | Défenseur |                     |        |      | Algérie     |
| Abdoulaye Soumah       | Gardien   | 2006-2007           | 1      | 0    | Guinée      |

- Haut – A
- B
- C
- D
- E
- F
- G
- H
- I
- J
- K
- L
- M
- N
- O
- P
- Q
- R
- S
- T
- U
- V
- W
- X
- Y
- Z

## T
| Nom                   | Poste     | Période        | Matchs | Buts | Nationalité |
| --------------------- | --------- | -------------- | ------ | ---- | ----------- |
| Omar Tadilou          | Attaquant | 1964-?         |        |      | Algérie     |
| Elias Saïd Taguelmint | Milieu    | 2011-Jan. 2012 | 3      | 0    | Algérie     |
| Kamel Tahir           | Gardien   | 1966-19??      |        |      | Algérie     |
| Brahim Talbi          | Défenseur | 1964-19??      |        |      | Algérie     |
| Kamel Tchalabi        | Attaquant | 1969-1975      |        |      | Algérie     |
| Saâd Tedjar           | Milieu    | 2012-2013      | 26     | 2    | Algérie     |
| Ali Terkmane          | Défenseur |                |        |      | Algérie     |

- Haut – A
- B
- C
- D
- E
- F
- G
- H
- I
- J
- K
- L
- M
- N
- O
- P
- Q
- R
- S
- T
- U
- V
- W
- X
- Y
- Z

## U
- Haut – A
- B
- C
- D
- E
- F
- G
- H
- I
- J
- K
- L
- M
- N
- O
- P
- Q
- R
- S
- T
- U
- V
- W
- X
- Y
- Z

## V
- Haut – A
- B
- C
- D
- E
- F
- G
- H
- I
- J
- K
- L
- M
- N
- O
- P
- Q
- R
- S
- T
- U
- V
- W
- X
- Y
- Z

## W
- Haut – A
- B
- C
- D
- E
- F
- G
- H
- I
- J
- K
- L
- M
- N
- O
- P
- Q
- R
- S
- T
- U
- V
- W
- X
- Y
- Z

## X
- Haut – A
- B
- C
- D
- E
- F
- G
- H
- I
- J
- K
- L
- M
- N
- O
- P
- Q
- R
- S
- T
- U
- V
- W
- X
- Y
- Z

## Y
| Nom             | Poste     | Période   | Matchs | Buts | Nationalité |
| --------------- | --------- | --------- | ------ | ---- | ----------- |
| Hamza Yacef     | Attaquant | 1997-2001 |        |      | Algérie     |
| Mohamed Yekhlef | Défenseur | 2011-2013 | 45     | 0    | Algérie     |

- Haut – A
- B
- C
- D
- E
- F
- G
- H
- I
- J
- K
- L
- M
- N
- O
- P
- Q
- R
- S
- T
- U
- V
- W
- X
- Y
- Z

## Z

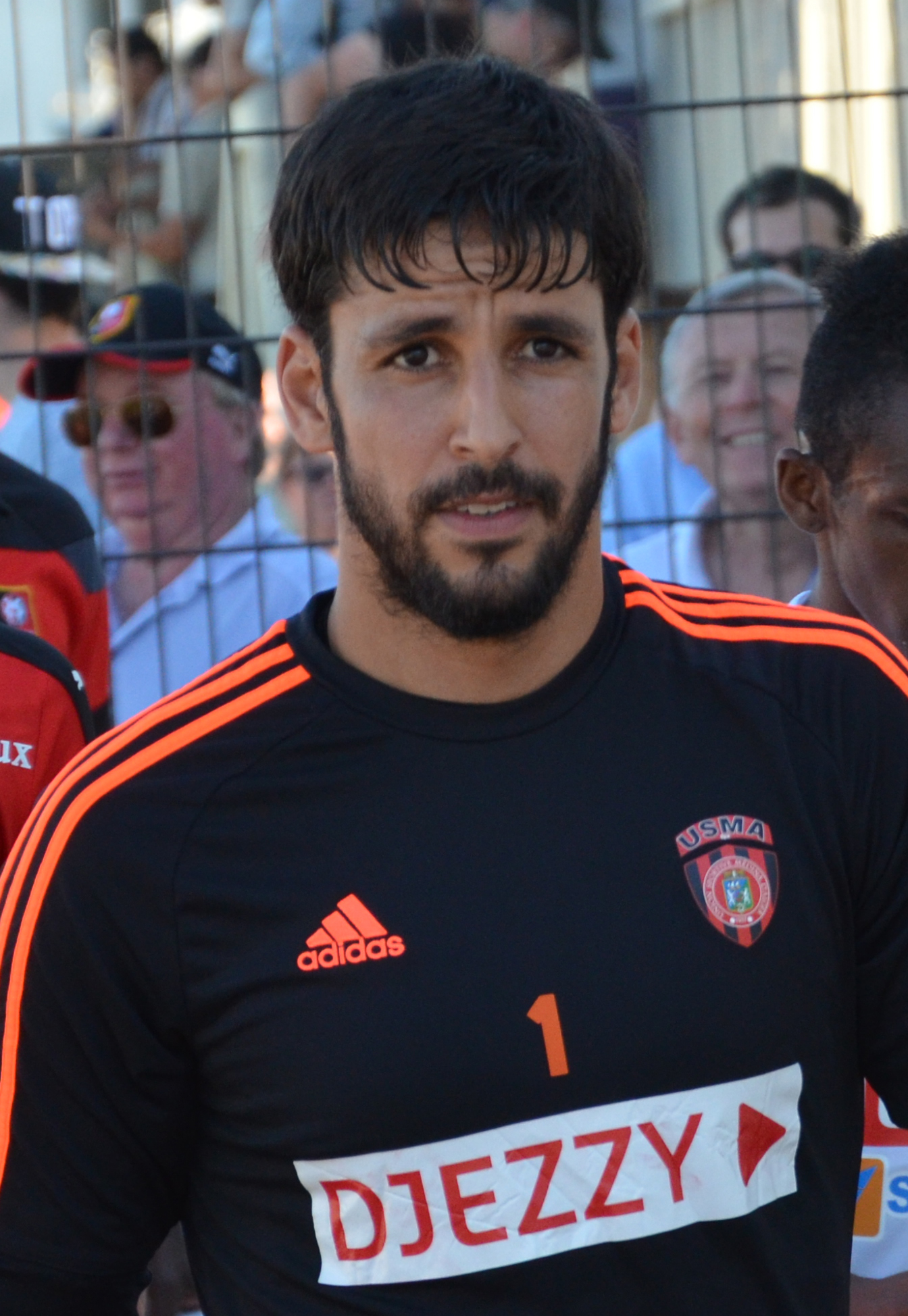
Mohamed Lamine Zemmamouche.

| Nom                        | Poste     | Période             | Matchs | Buts | Nationalité |
| -------------------------- | --------- | ------------------- | ------ | ---- | ----------- |
| Sid Ahmed Zebaïri          | Gardien   | 1970-19??           |        |      | Algérie     |
| Toufik Zeghdane            | Défenseur | 2016-2017           | 2      | 0    | Algérie     |
| Mounir Zeghdoud            | Défenseur | 1997-2007           |        |      | Algérie     |
| Nacer Zekri                | Attaquant | 1995-1996           |        |      | Algérie     |
| Mohamed Lamine Zemmamouche | Gardien   | 2003-2009 2011-...  | 404    | 1    | Algérie     |
| Freddy Zemmour             | Milieu    | 1962-1968           |        |      | France      |
| Toufik Zemmouri            | Gardien   |                     |        |      | Algérie     |
| Djamel Zidane              | Attaquant | 1972-1976           |        |      | Algérie     |
| Mohamed Amine Zidane       | Défenseur | 2005-2007 2008-2010 | 69     | 2    | Algérie     |
| Réda Zouani                | Attaquant | 1997-1999           |        |      | Algérie     |

- Haut – A
- B
- C
- D
- E
- F
- G
- H
- I
- J
- K
- L
- M
- N
- O
- P
- Q
- R
- S
- T
- U
- V
- W
- X
- Y
- Z